# Kalkoverdrev
Kalkoverdrev er en naturtype, der består af overdrev og krat på kalkrig bund. Naturtypen er i Danmark temmelig sjælden, men findes f.eks. på Høje Møn. Her har en kombination af fredning og overvågning reddet nogle enestående orkidé-biotoper.
Kalkoverdrev er en betegnelse for en naturtype i Natura 2000-netværket, med nummeret 6210.

## Dannelsesforhold
Naturtypen opstår kun, hvor der er vedvarende græsning. Hvis græsningen ophører, genindtræder successionen, og området udvikles tilbage i retning af blandet løvskov med Almindelig Bøg (Fagus sylvatica) som det dominerende træ.

## Plantevækst
De typiske planter på denne naturtype er:
- Almindelig Brunelle (Prunella vulgaris)
- Almindelig Ene (Juniperus communis)
- Bibernelle (Sanguisorba minor)
- Dunet Vejbred (Plantago media)
- Gul Rundbælg (Anthyllis vulneraria)
- Hulkravet Kodriver (Primula veris)
- Hvid Okseøje (Leucanthemum vulgare)